# Гумбольдт-Гілл (Каліфорнія)
Гумбольдт-Гілл (англ. Humboldt Hill) — переписна місцевість (CDP) в США, в окрузі Гумбольдт штату Каліфорнія. Населення — 3498 осіб (2020).

## Географія
Гумбольдт-Гілл розташований за координатами 40°43′20″ пн. ш. 124°11′51″ зх. д. / 40.72222° пн. ш. 124.19750° зх. д. (40.722321, -124.197393).  За даними Бюро перепису населення США в 2010 році переписна місцевість мала площу 10,80 км², з яких 10,76 км² — суходіл та 0,04 км² — водойми.

## Демографія
Згідно з переписом 2010 року, у переписній місцевості мешкало 3414 осіб у 1325 домогосподарствах у складі 862 родин. Густота населення становила 316 осіб/км².  Було 1396 помешкань (129/км²).
Расовий склад населення:
| - 83,6 % — білих - 3,5 % — корінних американців - 3,0 % — азіатів - 1,2 % — чорних або афроамериканців - 0,1 % — вихідців з тихоокеанських островів - 3,8 % — осіб інших рас |

До двох чи більше рас належало 4,9 %. Частка іспаномовних становила 8,7 % від усіх жителів.
За віковим діапазоном населення розподілялося таким чином: 18,9 % — особи молодші 18 років, 63,6 % — особи у віці 18—64 років, 17,5 % — особи у віці 65 років та старші. Медіана віку мешканця становила 42,2 року. На 100 осіб жіночої статі у переписній місцевості припадало 94,6 чоловіків;  на 100 жінок у віці від 18 років та старших — 95,1 чоловіків також старших 18 років.
Середній дохід на одне домашнє господарство  становив 60 608 доларів США (медіана — 48 704), а середній дохід на одну сім'ю — 69 385 доларів (медіана — 55 795). За межею бідності перебувало 7,4 % осіб, у тому числі 2,1 % дітей у віці до 18 років та 0,7 % осіб у віці 65 років та старших.
Цивільне працевлаштоване населення становило 1687 осіб. Основні галузі зайнятості: роздрібна торгівля — 24,8 %, освіта, охорона здоров'я та соціальна допомога — 16,9 %, публічна адміністрація — 12,4 %.